# Zona eufótica

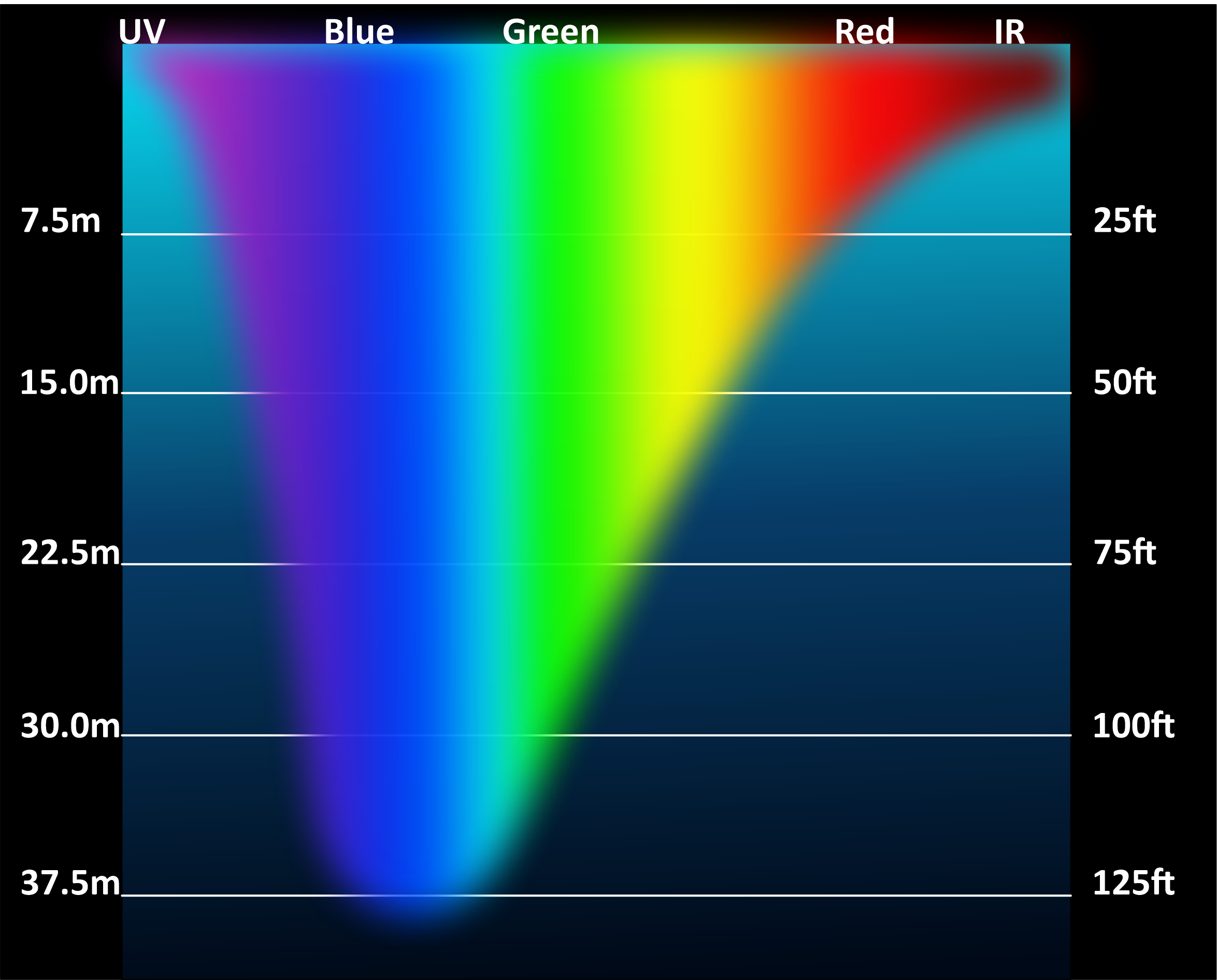
Penetração do espectro de luz no ambiente marinho de acordo com a profundidade.

Em ecologia, zona eufótica (do grego: ευ = de boa qualidade + φως = luz) é a camada mais superficial de um ecossistema aquático, que recebe incidência de luz solar suficiente para a realização da fotossíntese. A intensidade da radiação solar decresce exponencialmente com o aumento da profundidade na coluna de água. Assim, a zona eufótica raramente excede os 100 metros de profundidade. Além do ângulo de incidência dos raios solares na superfície, a profundidade dessa camada também é bastante influenciada pela turbidez da água, ou seja, a quantidade de material particulado em suspensão. 
A presença ou ausência de luz solar na coluna de água é um fator determinante para a sobrevivência de produtores primários. Assim, um ambiente aquático pode ser dividido em duas zonas principais: fótica (com luz) e afótica (sem luz). A zona fótica ainda pode ser subdividida em zona eufótica (bem iluminada) e zona disfótica (com iluminação difusa). No oceano, a zona eufótica representa apenas 2,5% da coluna de água. Contudo, ela exerce um papel fundamental no funcionamento do ecossistema marinho. Em conjunto com a zona disfótica, ela abriga a maior parte da biodiversidade do oceano global. 

## Profundidade
A espessura da camada eufótica é determinada pela quantidade de luz que penetra na coluna de água, podendo variar de dezenas de centímetros a dezenas de metros. Excepcionalmente, a espessura da zona eufótica pode atingir a profundidade máxima de 150 metros em águas marinhas tropicais muito claras. Essas variações ocorrem em decorrência das características temporais ou climáticas de determinados ambientes. Por exemplo, é comum uma zona eufótica com aproximadamente 80 metros de profundidade em regiões tropicais. Já em regiões polares, essa zona alcança profundidades inferiores a 10 metros devido à menor intensidade da radiação solar.
Além disso, variações na turbidez da água também afetam diretamente a espessura da zona eufótica. Em águas turvas, o material particulado em suspensão dificulta a penetração da luz solar, diminuindo drasticamente a profundidade da zona eufótica. Assim, alguns ambientes podem apresentar uma zona eufótica com apenas poucos centímetros de profundidade. Exemplos de ambientes com tais características incluem aqueles com fundo lamoso (como águas interiores, estuarinas e manguezais) ou aqueles que sofrem alterações antrópicas (como aumento no aporte de sedimento devido a processos erosivos). A transparência da água, que influencia diretamente a profundidade da zona eufótica, pode ser estimada através de um Disco de Secchi ou pode ser medida com sensores de irradiância. O fim da zona eufótica ocorre na profundidade na qual a quantidade de radiação solar que atinge a superfície da água diminui para apenas 1%. A partir daí, inicia-se o domínio da zona disfótica.

## Disponibilidade de luz
Na zona eufótica, a intensidade e disponibilidade de radiação solar na coluna de água altera-se drasticamente entre dia e noite, variando também ao longo do dia devido ao ângulo de incidência dos raios solares na superfície da água. Outras variáveis como latitude, estação do ano, pluviosidade e cobertura de nuvens também influenciam a disponibilidade de luz na coluna de água.

### Atenuação da luz
| Cor      | Comprimento de onda |
| -------- | ------------------- |
| violeta  | 380 - 450 nm        |
| azul     | 450 - 485 nm        |
| ciano    | 485 - 500 nm        |
| verde    | 500 - 565 nm        |
| amarelo  | 565 - 590 nm        |
| laranja  | 590 - 625 nm        |
| vermelho | 625 - 750 nm        |

As cores do espectro de luz visível são determinadas pelo tamanho de seu comprimento de onda. Aqueles mais curtos correspondem a frequências mais altas, enquanto comprimentos mais longos geram frequências mais baixas. Menos de 50% da luz emitida pelo Sol penetra as águas oceânicas. A absorção da radiação solar ocorre de forma seletiva e exponencial à medida que aumenta a profundidade. A maior parte da radiação eletromagnética é absorvida nos primeiros metros da coluna de água. De maneira simplificada, os comprimentos de onda mais longos (por exemplo, vermelho) são absorvidos logo nos primeiros metros da camada superficial, enquanto os comprimentos de onda mais curtos (por exemplo, violeta) conseguem penetrar mais na coluna de água.
Nos primeiros centímetros da superfície do oceano, os comprimentos de onda com mais de 1400 nm são totalmente absorvidos e o infravermelho (750 a 1000 nm) desaparece até 1 metro de profundidade. Nos primeiros 10 metros de profundidade, as cores vermelho e laranja são completamente absorvidas. O amarelo é totalmente absorvido até os 100 metros de profundidade (geralmente o limite da zona eufótica), restando apenas comprimentos de onda de alta frequência (principalmente as cores azul, verde e violeta). A zona eufótica é a única camada oceânica onde todas as cores do espectro visível estão presentes, embora elas sejam absorvidas de forma gradual com o aumento da profundidade.

## Nutrientes
Comparada aos ambientes marinhos mais profundos, a zona eufótica é extremamente pobre em nutrientes devido à atividade fotossintética dos produtores primários, que consomem esses micronutrientes disponíveis na água. No ambiente marinho, a disponibilidade de nutrientes na superfície é influenciada pela velocidade de ciclagem da matéria orgânica pelas bactérias e pelos movimentos de circulação vertical na coluna de água. A  existência de uma termoclina influencia diretamente esses movimentos verticais, pois serve como barreira física ao fluxo ascendente de nutrientes provenientes de camadas de água mais profundas. Em áreas de ressurgência, a zona eufótica recebe um aporte significativo de nutrientes. Esse fenômeno ocorre em áreas costeiras ou oceânicas onde há movimento vertical de ascensão de águas subsuperficiais, que são frias e ricas em nutrientes. As áreas de ressurgência são muito importantes para a produção de biomassa, pois atuam como uma bomba de nutrientes que fertiliza a água e favorece o crescimento do fitoplâncton.

## Produção primária
A produção primária corresponde à conversão de compostos inorgânicos em matéria orgânica, sendo realizada por organismos vivos. Ela pode ser feita a partir de dois processos: fotossíntese e quimiossíntese. A fotossíntese está limitada às camadas superficiais dos corpos hídricos, ou seja, a zona eufótica. É nela que há luz solar suficiente para suportar a fotossíntese, que ocorre desde a camada superficial até o limite com a zona disfótica. Neste limite também ocorre a profundidade de compensação onde há um equilíbrio entre a produção fotossintética e a respiração, isto é, a fotossíntese líquida é igual a zero. Assim, a zona eufótica limita o crescimento líquido do fitoplâncton.
A produção primária é a base da teia trófica de todos os ecossistemas. Toda matéria orgânica produzida pelos organismos fotossintetizantes é uma fonte fundamental de recurso energético para a biodiversidade aquática. Por exemplo, quase toda a biomassa oceânica depende direta ou indiretamente da matéria orgânica produzida pelos organismos fotossintetizantes.

## Biodiversidade

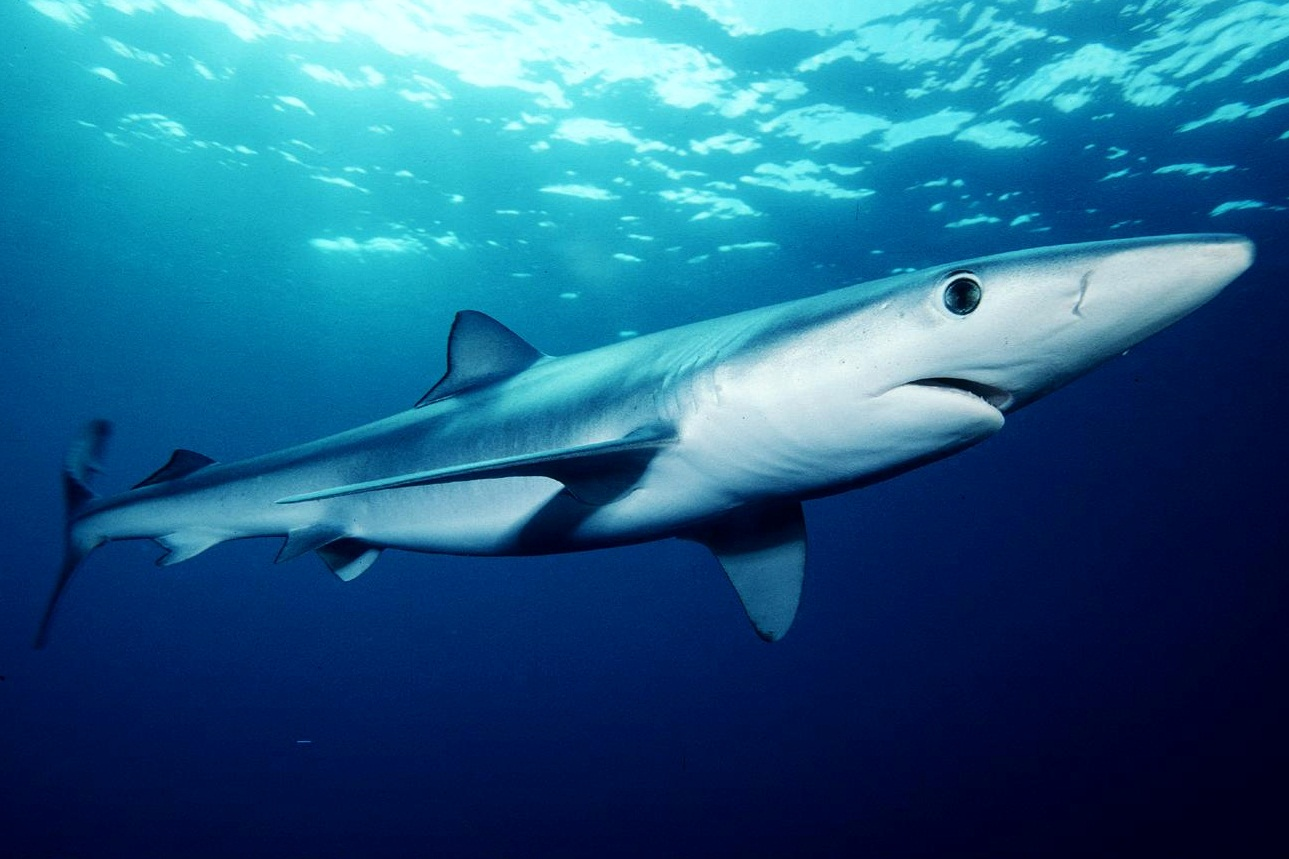
Contrassombreamento observado no Tubarão-azul (Prionace glauca), com região dorsal escura e região ventral clara.

Como a base da teia trófica se encontra na zona eufótica, a maior parcela dos organismos marinhos também vive nas zonas eufótica e disfótica. Os organismos fitoplanctônicos são os mais abundantes da zona eufótica. Além da disponibilidade de alimento, a temperatura mais quente também contribui para a maior distribuição de organismos marinhos nessa zona.

### Adaptações dos organismos

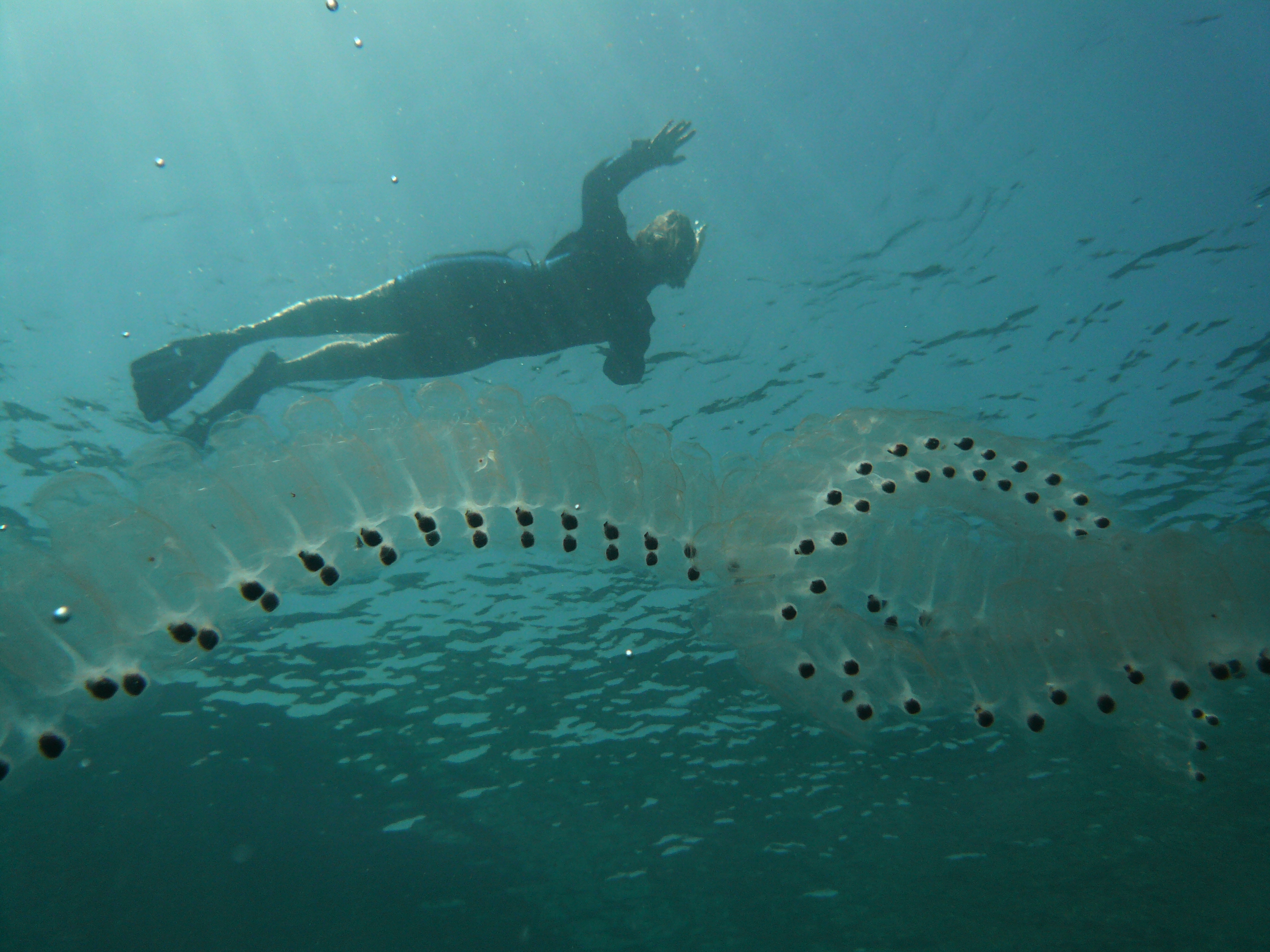
Transparência observada e uma cadeia de salpas (tunicados planctônicos).

Uma das principais adaptações morfológicas de grandes organismos que vivem na zona eufótica é o contrassombreamento. Este tipo de adaptação é visível na maioria dos peixes pelágicos, nos quais a parte dorsal apresenta cores escuras e a parte ventral apresenta cores mais claras. Este padrão de coloração permite se camuflar de predadores que estejam acima na coluna de água, pois os tons mais escuros do dorso podem ser confundidos com a menor luminosidade da água em direção ao fundo. Por outro lado, caso o predador esteja abaixo da presa na coluna de água, a coloração mais clara no ventre pode permitir uma camuflagem com a maior luminosidade da camada superficial.
A transparência dos organismos também pode servir como uma adaptação aos altos índices de luminosidade na parte superior da zona eufótica. Esse tipo de adaptação pode ser observada em alguns organismos zooplanctônicos (como larvas de peixes) e nectônicos (como ctenóforos, tunicados e cnidários). Ela permite a camuflagem desses animais através do preenchimento de seus tecidos com água, resultando em um corpo transparente.